# Pietro Aquila

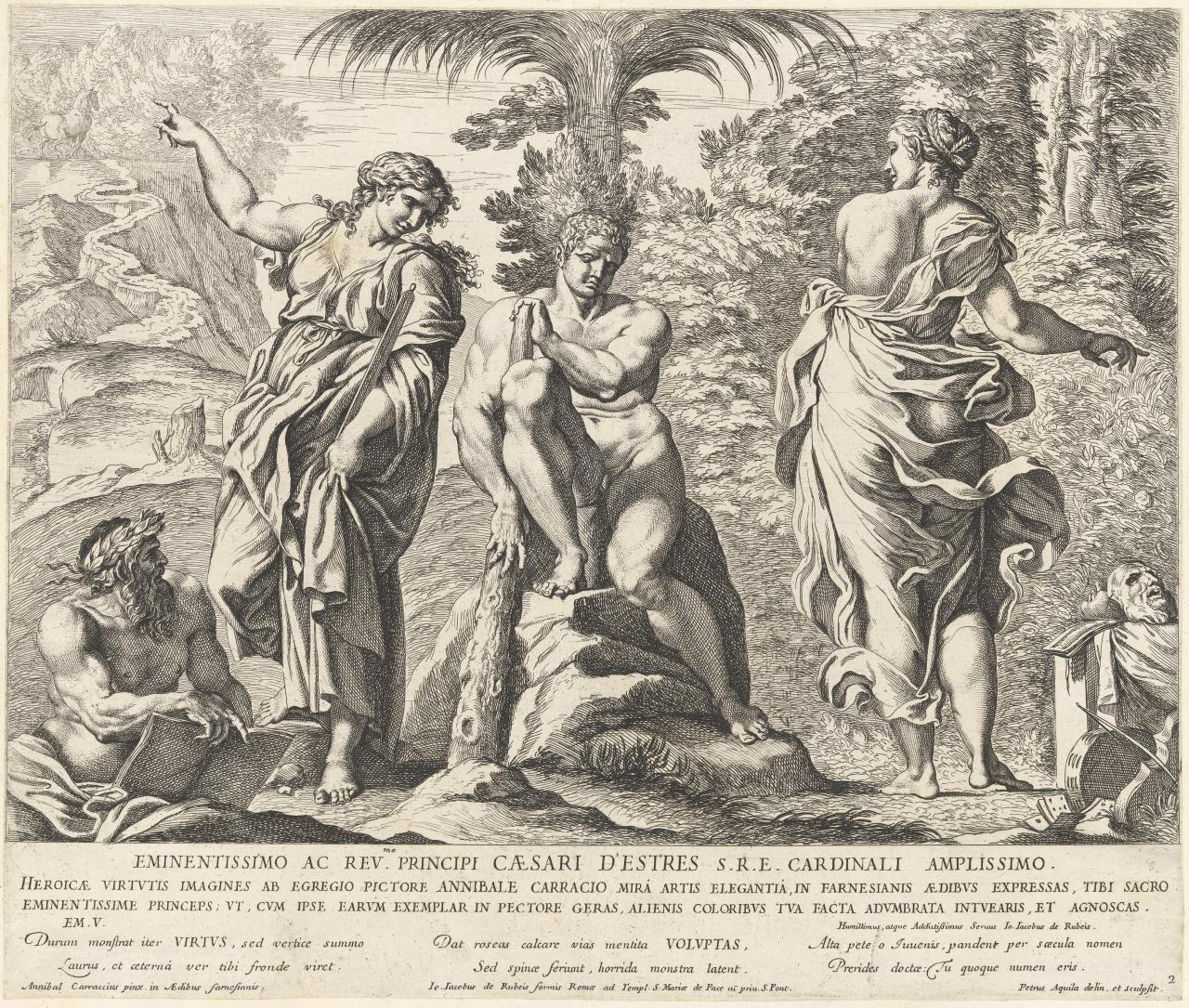
Hércules en la encrucijada, fresco de Annibale Carracci en el Palazzo Farnese de Roma, grabado por Pietro Aquila.

Pietro Aquila (Palermo c. 1630- Alcamo ,1692) fue un pintor y grabador italiano del período barroco. Nació en Palermo. Fue mentor de su sobrino, el grabador Francesco Faraone Aquila.

## Biografía
Se formó en la escuela del pintor y grabador de Palermo Pietro del Po y trabajó, como un maestro, primero en su casa, en Palermo, luego en Nápoles y Roma, donde siguió la carrera eclesiástica. Por las pinturas que dejó en Palermo en la iglesia de la Piedad (Parábola del Figlio Pródigo, Abraham y Melquisedec) y en el claustro de S. Maria delle Vergini (S. Benedetto), así como algunos frescos en la Capilla del Rosario en S. Cita, obtuvo el estatus de "pintor respetable", leal a la tradición de Rafael. 
Pero Aquila se estableció ante todo como un grabador de cobre, dedicándose a la distribución y popularización de muchas de las pinturas más notables.  Hizo grabados de las obras de diferentes artistas que eran muy queridos, entre ellos: Rafael antes que cualquier otro, y luego Annibale Carracci, Pietro da Cortona, Giovanni Lanfranco, Lazzaro Baldi, Ciro Ferri, Morandi, Franceschini y finalmente Carlo Maratta, que estaba ligado a él por una gran amistad. 
Su esfuerzo más importante está representado por la reproducción de pinturas murales de Carracci en el Palazzo Farnese publicadas en dos series de Gian Giacomo De Rossi en Pace. Otra obra importante de Aquila fue la reproducción, en colaboración con Cesare Fantetti, de la "Biblia de Rafael" en el Vaticano (Imagines Veteris ac Novi Testamenti). Continuó demostrando sus cualidades inventivas con algunos grabados dibujados por su propia mano, como una Adoración de los Magos, una Venus, La huida a Egipto en dos versiones y una Sagrada Familia. 
Murió en Alcamo en 1692. 
Tuvo su propio alumno, Francesco Faraone Aquila, que siguió sus pasos y se dedicó especialmente a la prensa antigua, al servicio de Domenico De Rossi, sucesor de G. Giacomo.

## Otras lecturas
- Ticozzi, Stefano (1830). Dizionario degli architetti, scultori, pittori, intagliatori in rame ed in pietra, coniatori di medaglie, musaicisti, niellatori, intarsiatori d’ogni etá e d’ogni nazione' (Volume 1). Gaetano Schiepatti; Digitized by Googlebooks, Jan 24, 2007. p. 71.
- Obras de Pietro Aquila en la Biblioteca Nacional de Portugal

- Datos: Q2094342
- Multimedia: Pietro Aquila / Q2094342